# Strokawino
Strokawino (ros. Строкавино) – wieś w Rosji, w rejonie wożegodskim obwodu wołogodzkiego. W 2010 r. liczyła 6 mieszkańców.